# Dark Sector
Dark Sector es un videojuego de disparos en tercera persona desarrollado por Digital Extremes y publicado por D3 Publisher para las consolas Xbox 360 y PlayStation 3 el 25 de marzo de 2008. Posteriormente, una adaptación para sistemas Microsoft Windows fue publicada el 23 de marzo de 2009. Anunciado en 2004, el juego sufrió diversos retrasos y cambios en su motor gráfico, lo que llevó a los medios a cuestionar si el proyecto había sido cancelado debido a las numerosas dificultades que atravesó durante su desarrollo.

## Desarrollo
Originalmente basado en el motor Sector cuando fue anunciado oficialmente en 2004, Dark Sector fue inicialmente pensado para tomar lugar en un ambiente de ciencia ficción, posiblemente en el espacio exterior, con jugadores tomando el rol de un personaje que usa un poderoso traje mecánico con increíbles poderes. 
En 2006 se revelaron mayores detalles del juego, como la apariencia del protagonista, así como un ambiente con menos ciencia ficción de lo que se hubiera esperado desde un inicio, los desarrolladores se mostraron interesados en hacer un cambio de enfoque reduciendo los elementos de ciencia ficción con la intención de crear una experiencia de juego con elementos más modernos e innovadores.
Anterior a su estreno, el juego sufrió numerosas dificultades de desarrollo, transformándose los aspectos narrativos y visuales del mismo en reiteradas ocasiones.
Finalmente el juego fue lanzado a principios del 2008, y toda ambientación espacial fue eliminada por completo. Dark Sector se sitúa en una civilización ficticia de Europa por donde el protagonista Hayden Tenno investiga y lucha por convertirse en un héroe a su propia voluntad. Lo único que permanece de la idea original es el traje mecánico, el cual Hayden se puede poner casi hacia el final del juego.

## Argumento
La historia de Dark Sector no es precisamente uno de sus puntos fuertes, pero destaca su puesta en escena, muy al estilo de las películas de acción y ciencia ficción. Dark Sector nos pone en la piel de Hayden Tenno, un agente de las fuerzas especiales americanas que es enviado a la nación soviética de Lasria (obviamente, no existe en la realidad) con un peligroso objetivo. Debe encontrar a un antiguo compañero, que al parecer ha sido infectado por un extraño virus. Cuando lo consiga, no tardará en recibir un segundo objetivo: acabar con Robert Mezner, el responsable de haber extendido la infección que ha hecho mella en la población de Lasria. En su camino Hayden se cruza con decenas de enemigos, y aunque cuenta con grandes habilidades para el combate, no logra evitar que un poderoso oponente le infecte. Cuando despierta, Hayden está infectado, pero vivo. Al parecer los explosivos que plantó le salvaron la vida, si bien ahora deberá luchar contra la infección. Poco a poco Hayden, un antihéroe por naturaleza, irá descubriendo las habilidades que le otorgará la infección, así como los efectos secundarios de ésta.

## Personajes principales
- Hayden Tenno

Es un joven agente del "Dark Sector", una rama encubierta de la CIA y el protagonista del videojuego al que el jugador controla. Tras haber sido infectado por el virus Technocyte, adquiere nuevos poderes y trata de luchar por su propia vida, a la vez de buscar y derrotar a Robert Mezner, el villano causante de todas las desgracias que acontece en la trama.
- Robert Mezner

El villano del juego, causante del desastre y de la infección de Hayden Tenno.
- Nadia Sudek

Una agente americana que aparece en la trama y que al parecer está en contra de Hayden, pero sus motivos no son claros.
- Yargo Menshik

Un contacto de Hayden, que proporciona información y armamento cuando se le solicita.

## Jugabilidad
Dark Sector hace uso del Evolution Engine, un potente motor gráfico obra de Digital Extremes capaz de poner en pantalla escenarios, personajes y efectos muy detallados sin que haya ralentizaciones o bajones en el framerate.
El jugador controla a Hayden Tenno, un joven agente especial en principio carente de cualquier poder o habilidad sobrehumana. Tras el prólogo del juego, Hayden es infectado con un peligroso virus que provoca una mutación en su brazo derecho, volviéndose de metal y carne. De su brazo nace un disco con hojas cortantes, el cual recibe el nombre de Glaive, con la que puede pelear cuerpo a cuerpo o bien lanzarlo como si fuera un bumerán para trocear enemigos. Hayden también puede hacer uso de varias armas de fuego. La jugabilidad mezcla características vistas de otros juegos como Gears of War, God of War y Resident Evil 4. Por ejemplo, la forma de correr y cubrirse en esquinas y búnquers es muy parecida a lo visto en Gears of War, las peleas cuerpo a cuerpo recuerdan a las de Kratos en God of War, y la perspectiva del jugador y la forma de recoger ítems, armas o dinero es clavada a la de Resident Evil 4. El juego también incluye un modo en línea para partidas igualadas o contra otros jugadores, manteniendo la misma jugabilidad que el juego principal.

### Glaive
Del brazo de Hayden emerge un disco con hojas cortantes denominado Glaive. Hayden puede lanzar este disco a enemigos para rebanarles las piernas, los brazos, la cabeza, etc. Puede ejecutar un corte más potente si el jugador mantiene pulsado el botón de Glaive unos segundos hasta que la retícula del punto de mira se ponga de color amarillo. Al soltar el botón en ese momento, el Glaive se lanza a una velocidad y fuerza mayor, capaz de matar en el acto a cualquier enemigo corriente del juego. Esta habilidad también sirve para abrir cerraduras con candados o cofres cerrados de igual forma. 
Otra habilidad que posee el Glaive es la de concentrar poder de los elementos fuego, hielo y electricidad. Para ello, Hayden debe lanzar el Glaive hacia unas llamas de fuego para que éste se prenda durante unos segundos, permitiendo quemar a enemigos. El elemento hielo se consigue lanzando el Glaive sobre barriles de nitrógeno líquido, y el de electricidad lanzándolo a generadores de corriente o a lámparas fluorescentes.
Hayden también puede atacar cuerpo a cuerpo con el Glaive, aunque de forma limitada (sólo un par de golpes secos). Si debilita lo suficiente al enemigo (hasta que su cuerpo esté rodeado por un aura roja), Hayden puede liquidarlo mediante un ataque mortal similar a los fatalities vistos en Mortal Kombat.

## Lanzamiento
Dark Sector fue estrenado mundialmente en marzo de 2008 para plataformas PlayStation 3 y Xbox 360, con la adaptación para sistemas Windows siendo publicada a comienzos del año siguiente. Si bien se desconoce con exactitud el rendimiento comercial del juego, de acuerdo con el sitio web VG Chartz las versiones de consolan suman aproximadamente 1 millón de copias vendidas, haciendo de Dark Sector un estreno moderadamente exitoso, si bien cuyo beneficio ha sido mermado por los repetidos cambios de desarrollo y retrasos anteriores a su estreno.

## Recepción
Dark Sector obtuvo puntuaciones mixtas tanto en las versiones para PlayStation 3 y Xbox 360, como en Windows,  con un puntaje porcentual del 72 y 62 en Metacritic, respectivamente.

## Enlaces relacionados
- Página oficial del juego
- Análisis Dark Sector por WePlay360.com
- Análisis Dark Sector por WildGames
- Análisis Dark Sector para Playstation 3 por Viciojuegos.com
- Análisis Dark Sector para XBox 360 por Viciojuegos.com

- Datos: Q963189